# 杨娇
杨娇（1994年9月7日—），中国女子手球运动员。她代表中国参加了2013年世界女子手球锦标赛和2015年世界女子手球锦标赛，分别获得第18名、第17名。